# Бахман, Анатолий Николаевич
Анатолий Николаевич Бахман (20 июня 1935) — советский футболист, полузащитник, нападающий.

## Карьера
В 1955—1956 годах играл за «Авангард» Краматорск. В 1957 году перешёл в ленинградский «Зенит», в сентябре — октябре провёл 7 матчей в чемпионате, забил один гол в ворота минского «Спартака». В 1958—1959 годах в составе «Авангарда» Харьков сыграл 26 матчей, забил 8 голов. Следующие 8 лет провёл в краматорском «Авангарде» — в 252 играх забил 42 гола. Карьеру завершал в «Коммунарце» Коммунарск (1968) и «Дзержинце» Дзержинск (1969).